# Simiskina bilitis
Simiskina bilitis är en fjärilsart som beskrevs av Hans Fruhstorfer 1917. Simiskina bilitis ingår i släktet Simiskina och familjen juvelvingar. Inga underarter finns listade i Catalogue of Life.